# Frederik Schnedler-Petersen
Frederik Schnedler-Petersen, född 16 februari 1867 i Rudkøbing, död 6 april 1938 på Frederiksberg, var en dansk dirigent. 
Schnedler-Petersen erhöll sin första violinundervisning av sin födelsestads organist, därefter av Emil Jæhnigen i Slagelse. År 1885 började han studera vid Det Kongelige Danske Musikkonservatorium med Valdemar Tofte som lärare i violin, 1888–92 besökte han kungliga musikhögskolan i Berlin med Joseph Joachim som lärare, och tillbringade därefter en vinter i Paris. Åren 1894–95 var han konsertmästare i Berlins Konzerthaus, 1897 i Köpenhamns Tivoli, därefter under en följd av år dirigent vid Marienlyst Bad, omväxlande med Köpenhamns Sommerlyst. Åren 1905–09 var han kapellmästare vid Musikaliska sällskapet i Åbo, varefter han sistnämnda år blev Joachim Andersens efterträdare som dirigent i Tivolis konsertsal och för Palækonserterna i Köpenhamn (sedermera Filharmoniske Orkester). Han var dirigent för Köpenhamns kommunala konserter från 1912 och överdirigent för Köpenhamns körunion.